# Elah (album)
Elah (2012) è il decimo album di Dvar, si tratta di un mini album solo in formato digitale .

Preceduto da Жрах мрах del 2010, riedizione in cirillico dell'album del 2007 Jraah mraah.
Contiene sei tracce indicate come "B-sides" del periodo tra gli album Hor hor e Oramah maalhur (entrambi del 2005), più tre inediti.

## Tracce
1. Elah I – 1:23
2. Elah II – 3:43
3. Elah III – 1:10
4. Elah IV – 5:47
5. Elah V – 1:14
6. Elah VI – 4:21
7. Mirraelim – 2:58 – traccia inedita del periodo di El mariil
8. Ugah kaah – 1:30 – traccia inedita del periodo di El mariil
9. Maghvantarah – 4:14 – traccia inedita del periodo di Madegirah